# Armorial des familles basques (Ar - Az)
Cet article décrit l'armorial des familles basques par ordre alphabétique et concerne les familles dont les noms commencent par les lettres « Ar » successivement jusqu’à « Az ».

## Blasonnements

### Ar
Famille Aragorry d'Iranda (Guipuscoa - Labourd):
| Blason | Blasonnement : D'or au château de gueules accosté de deux lévriers de sable enchaînés à la porte, surmonté d'une fleur de lys d'azur; à la bordure du même chargée de quatre coquilles d'or et de quatre flanchis du même, alternés. Commentaires : Famille originaire d'Astigarraga, près de Donosti. Simon de Aragorry, né à Hendaye, en la maison Irandaz, conseiller honoraire au Conseil des finances du roi d'Espagne Charles III, fut créé marquis héréditaire d'Iranda le 9 novembre 1764, titre transmis à son neveu Nicolas-François d'Arcangues, par cédule du 29 novembre 1818. |

Famille Arain (Pays de Mixe):
| Blason | Blasonnement : De gueules à la fasce d'argent accompagnée en chef d'un croissant du même, et en pointe de deux croissants aussi d'argent. |

Famille Araiz (Guipuscoa):
| Blason | Blasonnement : De gueules à cinq croissants d'argent posés 2, 1 et 2, les deux du chef et celui de l'abîme renversés. Commentaires : Au lieu d'Arriba, existait une maison noble qui prit le nom d'Araiz. Juan de Araiz habitait Zaldivia en 1399, Juan de Araiz habitait Mondragon (Arrasate) en 1461 et Martin de Araiz, en 1566, Pedro Martinez de Araiz habitait Saint-Sébastien (Donosti) en 1461. |

Famille Arambilet (Labourd):
| Blason | Blasonnement : De gueules à trois lézards d'or 2 et 1. Commentaires : Famille établie notamment à Saint-Jean-de-Luz. |

Famille Aramburu (Basse-Navarre):
| Blason | Blasonnement : D'or à l'arbre de sinople, à l'ours de sable brochant; à la bordure de gueules chargée de huit flanchis d'or. |

Famille Aramburu (Irun):
| Blason | Blasonnement : Parti, au 1 d'azur au losange d'argent touchant les partitions, chargé d'un château d'azur; au 2 losangé d'or et de gueules. Commentaires : Maison noble à Irun. |

Famille Aran (Labourd):
| Blason | Blasonnement : De gueules à trois léopards passants d'or posés 2 et 1, cantonnés de quatre losanges d'argent, chargés chacun d'une fleur de lys d'azur, et accompagnés en pointe d'une onde d'argent et d'azur. Commentaires : Famille d'Urrugne. |

Famille Aranalde (Navarre - Donosti):
| Blason | Blasonnement : D'argent à l'arbre de sinople accompagné à dextre d'un loup de sable appuyé contre le tronc. Commentaires : Famille originaire de Gorriti, près de Pampelune, dont une branche s'établit à Donosti. José Ventura de Aranalde e Iturralde était de cette ville et admis dans l'Ordre de Charles III le 30 décembre 1791. |

Famille Aranaz (Aranaz):
| Blason | Blasonnement : Taillé d'argent et de sinople. Commentaires : Une maison noble existait en celle localité et en prit le nom; elle portait les armes ci-dessus. Elle essaima à Burguete (près de Roncevaux), a Irun et à Beinza-Labayen. |

Famille Aranibar (Cinco Villas):
| Blason | Blasonnement : D'argent au chêne arraché de sinople, accosté de deux fleurs de lys d'azur. Commentaires : Maison d'armes d'Aranaz. |

Famille Aranjuri (Basse-Navarre):
| Blason | Blasonnement : De gueules au chevron d'or accompagné en chef de deux coquilles d'argent. Commentaires : Famille du Pays d'Arberoue. |

Famille Arano (Navarre):
| Blason | Blasonnement : Parti, au 1 d'or au chêne de sinople; un 2 de gueules à trois feuilles de peuplier d'argent. A la bordure générale d'azur chargée de trois étoiles d'argent, deux aux cantons du chef et une en pointe, et trois maillons de chaîne d'or, une en chef et deux en flancs. Commentaires : Une maison noble existait dans ce village dont elle prit le nom. |

Famille Aranzuri (Basse-Navarre):
| Blason | Blasonnement : De gueules au chevron d'or accompagné de trois cœurs d'argent 2 et 1. Commentaires : Famille de la vallée de l'Arberoue. |

Famille Arbe (vallée de Salazar):
| Blason | Blasonnement : Écartelé aux 1 et 4 d'argent au loup de sable, un mouton dans la gueule; aux 2 et 3 d'or plain. Commentaires : Famille d'Ochagavia, au nord de la vallée de Salazar qui portait, selon la Nobleza Executoriada de Navarra, les armes ci-dessus. Reconnaissance de noblesse à Pampelune en 1774. |

Famille Arbelaez (vallée de la Bidassoa):
| Blason | Blasonnement : D'argent au losange de gueules chargé d'un château du champ sur une onde d'azur et d'argent, cantonné en chef de deux aigles de sable et en pointe d'un loup du même. Commentaires : Maison noble sur la Bidassoa, à proximité de la ville d'Irun. |

Famille Arberats (Pays de Mixe):
| Blason | Blasonnement : De gueules à dix coquilles d'argent posées en trois pals, 3, 4 et 3. Commentaires : Les seigneurs d'Arberats furent admis aux États de Navarre ainsi qu'aux États de Béarn, et figurent avec la qualité de noble dans les actes notariés antérieurs à 1670. Martin d'Arberatz est mentionné dans les revues faites à Bayonne le 16 juillet 1494 et en 1495, et Menaut d'Arberats dans une autre de 1504. Avant eux on trouve Arnaud-Luc d'Arberats qui prêta foi et hommage à Sanche le Fort, roi de Navarre, le 17 décembre 1203 au château de Gramont, en compagnie des autres seigneurs du Pays de Mixe. |

Famille Arbide (Ostabaret):
| Blason | Blasonnement : Écartelé, aux 1 et 4 d'azur à trois coquilles d'argent posées en pal; parti d'or à trois fasces de gueules et un lambel à quatre pendants de gueules brochant en chef, qui est Arbide; aux 2 et 3 d'or au chêne arraché de sinople, au sanglier passant de sable, brochant sur le fût, qui est Gotein. Commentaires : Seigneurs d'Arbide de Juxue (Ostabaret, Basse-Navarre) et de la salle de Gotein (Soule). |

Famille Arbizu (Navarre):
| Blason | Blasonnement : D'azur au lion passant contourné d'argent, accompagné en chef d'une couronne ouverte d'or; à la bordure de gueules chargée des chaînes de Navarre d'or. Commentaires : Village de la vallée d'Araquil dont il ne porte pas les armes collectives. Maria Ferràndiz, dit Oyàn Ederra, était seigneur d'Arbizu au début du XVe siècle, et la tour d'Oyàn-Ederra est toujours visible dans le village qui porte le titre de "Très noble et très fidèle". |

Famille Arbona (Labourd):
| Blason | Blasonnement : D'azur au château à deux tours d'argent, une étoile d'or entre les tours. |

Famille Arbou (d') (Bayonne:
| Blason | Blasonnement : D'azur au lion rampant d'or; au chef d'argent chargé de trois merlettes de sable,. |

Famille Arbouet (Pays de Mixe):
| Blason | Blasonnement : D'argent à une bande de gueules chargée de trois étoiles du champ. Commentaires : Les seigneurs de la salle d'Arbouet avaient entrée aux États de Navarre. |

Famille Arburu (vallée du Roncal):
| Blason | Blasonnement : D'azur au pont à trois arches d'or, accompagné en pointe d'un mont à trois coupeaux d'argent, et surmonté en chef d'une tête de roi maure de sable, couronnée d'or et ensanglantée de gueules. Commentaires : Maison du quartier Burguiberria, à Isaba, qui porte les armes de la vallée. |

Famille Arcachaga (Alava):
| Blason | Blasonnement : De gueules au château d'argent, du donjon duquel sort un bras d'argent tenant une épée du même. Commentaires : Famille de Letona, au nord-ouest de Vitoria. |

Famille Arcangues, marquis d'Iranda (Labourd):
| Blason | Blasonnement : Parti : au I écartelé, au 1 d'argent à l'arbre arraché de sinople et au lion de gueules passant contre le fût; aux 2 et 3 d'azur à la croix d'or; au 4 de gueules à trois pigeons d'argent rangés sur une terrasse de sinople. Sur le tout: de gueules à trois chevrons d'or, qui est Arcangues. Au II, d'or au château de gueules accosté de deux lévriers de sable enchaînés à la porte, surmonté d'une fleur de lys d'azur; à la bordure du même chargée de quatre coquilles et de quatre flanchis d'or alternés, qui est Aragorry d'Iranda. Commentaires : Très ancienne famille citée à Arcangues (Arrangoitze) et Bayonne depuis 1155, et dont la filiation est établie depuis Ogerot, seigneur d'Arcangues, vivant en 1492, homme d'armes de la garnison de Bayonne. Certificat de noblesse sur preuves de six générations délivré le 17 décembre 1705 par le procureur du roi au bailliage de Labourd. Titre de marquis d'Iranda (du nom de la maison Irandaz, sise à Hendaye) conféré à titre héréditaire par lettres patentes du roi d'Espagne du 9 novembre 1764 à Simon de Aragorry, avec transmission par cédule du 29 novembre 1818 à son neveu Nicolas François Xavier d'Arcangues. |

Famille Arcaut (Basse-Navarre):
| Blason | Blasonnement : D'or à deux arbres de sinople, au chien de sable brochant sur les deux troncs. À la bordure de gueules chargée de huit flanchis d'or. Alias: d'or a un arbre de sinople et deux loups de sable brochants sur le tronc. Commentaires : Famille originaire du lieu d'Arkaut, près de Vitoria, dont elle prit le nom, puis passa en Biscaye et en Basse-Navarre. Preuves de noblesse en 1765. |

Famille Arcaya (Alava):
| Blason | Blasonnement : D'argent au chêne de sinople accompagné de deux loups passants de sable l'un derrière l'autre et attachés à l'arbre chacun par une corde. Commentaires : Ces armes sont celles d'origine de la famille telles qu'elles apparaissent dans les lettres de confirmation d'armes et de noblesse de 1766, établies par le roi d'armes Manuel Antonio y Juliàn José Brochero. Très ancien lignage alavais dont la maison souche se trouve à Arcaya. Diego de Arcaya servit le roi d'Aragon Jaime Ier le Conquistador au XIIIe siècle, puis s'établit à Lekeitio, en Biscaye. Preuves de noblesse en 1553 à la chancellerie de Valladolid. |

Famille Arce (Artze):
| Blason | Blasonnement : Parti au 1 d'argent au lion rampant au naturel ; au 2, de gueules à cinq feuilles de peuplier d'or, coupé d'or à une tour au naturel sur une onde d'azur et d'argent. A la bordure générale d'azur à quatre fleurs de lys d'or posées à chaque canton, alternées avec trois croissants d'argent posés un en chef et deux en flancs. Commentaires : Une maison d'Arce existait très anciennement dans le village de ce nom. Un Lope Garcia de Arce fut chevalier à la cour de Navarre en 1231. |

Famille Arche (d') (Bayonne):
| Blason | Blasonnement : De gueules, coupé d'azur, à une arche de Noé sommée d'une colombe d'argent portant en son bec un rameau d'olivier de sinople. Commentaires : Mgr Guillaume d'Arche, évêque de Bayonne de 1745 à 1774. Né à Bordeaux le 1er août 1702, nommé évêque de Bayonne le 20 avril 1745, préconisé le 19 juillet suivant et sacré le 5 septembre. Il décéda à Bayonne le 13 octobre 1774. Il appartenait à une famille de noblesse parlementaire de Bordeaux anoblie par charge au XVIe siècle. |

Famille Ardaiz (val d'Erro):
| Blason | Blasonnement : D'or à trois puis de gueules; au chef d'azur chargé de deux étoiles d'argent. Commentaires : Maison noble au village d'Ardàiz, dans le Val d'Erro. La famille Ardàiz, en Pays de Mixe aurait la même origine. |

Famille Ardanaz (Burguete):
| Blason | Blasonnement : Écartelé, aux 1 et 4 d'argent à deux loups passants de sable, armés et lampassés de gueules, posés l'un sur l'autre; aux 2 et 3 d'or à deux feuilles de peuplier de gueules posés en pal. Commentaires : Famille originaire du lieu d'Ardanaz, au sud d'Aoiz, en Navarre qui remonta la vallée de l'Urrobi pour s'établir à Burguete, au nord de celle-ci. |

Famille Akdazqui (Cambo-les-Bains):
| Blason | Blasonnement : Écartelé, au 1 de... à cinq feuilles de peuplier de... posées en croix; au 2 de... à cinq fleurs de lys de... ; au 3 de... à six cotices en bande de... ; au 4 de... à une demi-lune de... Commentaires : Maison noble du nom de Ardazqui Irigoiticoa. Reconnaissance de noblesse en 1774 par le Tribunal loyal de Pampelune. |

Famille Arellano (Navarre):
| Blason | Blasonnement : De gueules parti d'argent (armes primitives), qui évoluèrent en: parti, au 1 de gueules à la fleur de lys d'or; au 2 d'argent à une fleur de lys de gueules, et une fleur de lys de l'un en l'autre brochant en pointe de la partition. Alias: et une bordure d'azur chargée de huit fleurs de lys d'or. Commentaires : Lignage issu des rois de Navarre par Sancho Ramirez, seigneur de Peñacerrada qui était le frère de Garcia V Ramirez le Restaurateur, roi de Navarre de 1134 à 1150. |

Famille Areso (Navarre):
| Blason | Blasonnement : Écartelé, aux 1 et 4 de... [or ou argent] au loup de... [sable] attaché à un arbre de... [sinople]; aux 2 et 3, de... à quatre barres de... Sur le tout, de... à deux croix de... A la bordure générale de gueules aux chaînes de Navarre d'or. Commentaires : Maison du village d'Arezo, au sud de Tolosa et du col de San Anton, dont elle prit le nom. Reconnaissance de noblesse en 1762 par le Tribunal royal de Pampelune. Gregorio de Areso prouva sa noblesse à Elgoibar en 1630. |

Famille Argain (vallée du Baztan):
| Blason | Blasonnement : D'or à une fasce d'azur accompagnée de trois croissants d'argent, 2 et 1. À la bordure de gueules chargée de cinq flanchis d'argent. Commentaires : Maison à Maya de Baztan. Au XVIIe siècle, Pedro de Argain Yoldi, originaire de Maya, épousa Maria de Guillén Tena, du même village, et en eut Bernardo de Argain Yoldi qui épousa Juana de Maya. Leur fils Pedro de Argain Yoldi, lieutenant-colonel, adjudant des Gardes espagnols, devint chevalier de l'Ordre de Saint-Jacques en 1717. Ce sont des Armes à enquerre |

Famille Argout (d') (Bayonne):
| Blason | Blasonnement : D'or à quatre fasces d'azur. Commentaires : Dargoud (d'Argout), conseiller du roi, commissaire ordonnateur au port de Bayonne, figure à l'Armoriai des Généralités dressé en vertu de l'édit de novembre 1696, avec les armes suivantes attribuées le 21 février 1698. |

Famille Arhanpe d-Espeldoy (Soule):
| Blason | Blasonnement : Parti au 1 coupé d'azur au soleil d'or et d'argent au pont de sable, qui est Arhanpé; au 2 d'argent à la main de gueules, qui est Espeldoy. Commentaires : Famille de Tardets. Arnaud, sieur d'Arhanpé, épousa Marie de Salaberry par contrat du 18 mars 1721. Un Jean-Pierre d'Arhanpé, chef de bataillon commandant le 4e bataillon de chasseurs basques dans l'armée des Pyrénées occidentales de la Convention. |

Famille Arhansus (Basse-Navarre):
| Blason | Blasonnement : De gueules à l'orle de quinze billettes d'or. Commentaires : Famille de l'Ostabaret. |

Famille Arhetze (Basse-Navarre):
| Blason | Blasonnement : Losangé d'argent et de sinople, à la fasce d'argent. Alias: d'azur au chevron rétréci d'argent, accompagné en chef de deux lions affrontés du même, et en pointe d'une tour d'argent maçonnée de sable. Commentaires : Sieurs de la salle d'Elizetche, à Arraute. Famille admise aux Etats de Navarre en 1666 comme seigneurs d'Arraute. |

Famille Aria (Navarre):
| Blason | Blasonnement : D'or à une bande de gueules, accompagnée de deux fleurs de lys du même. Commentaires : Famille du village d'Aria, en vallée d'Aezcoa, dont elle prit le nom. |

Famille Ariño (Navarre - Aragon):
| Blason | Blasonnement : Parti, au 1 d'or à deux louves de sable affrontées, nourrissant de leurs mamelles deux louveteaux du même, tachetés d'argent; au 2 d'argent à la bande de gueules. Les armes les plus communément attribuées à cette famille sont: d'or à trois loups de sable 2 et 1. Commentaires : Famille réputée originaire de France. Francisco de Ariño était, en 1220, maître de camp du roi de France Louis VIII et participa à plusieurs batailles en son temps. Certains chroniqueurs on font, par contre, une famille d'origine aragonaise. |

Famille Arismendy (Ossès):
| Blason | Blasonnement : D'or au lion rampant de gueules; à la bordure d'azur chargée de six flanchis d'or, 2 en chef, 2 à dextre et 2 à senestre. |

Famille Aristegui (Guipuscoa):
| Blason | Blasonnement : D'argent au chêne de sinople, terrassé du même. La branche d'Oñate et du Chili porte: parti, au 1 de gueules à la fleur de lys d'or; au 2 d'or au chêne de sinople terrassé du même. Commentaires : Famille dont la maison souche était à Urréjola, au sud d'Oñate, dont une branche passa en cette ville et au Chili, une autre à Legazpia, et une autre à Alegia, près de Tolosa. |

Famille Aristegui (vallée du Baztan):
| Blason | Blasonnement : Échiqueté d'argent et de sable (armes de la vallée). Commentaires : Maison du quartier Aristegui, dont elle prit le nom, à Garzain, près d'Elizondo. |

Famille Aristeguieta (Donostia):
| Blason | Blasonnement : Parti, au 1 d'or à l'arbre de sinople et un sanglier passant de sable au pied de l'arbre; au 2 échiqueté d'argent et de gueules. Commentaires : Maison noble d'Igueldo, à Donostia dont était issu Santiago de Aristeguieta, capitaine et chef de guerre du XVIe siècle, et Santiago de Aristeguieta y Orendain, chevalier de l'Ordre de Calatrava en 1733, qui épousa Francisca de Aguirre d'où Santiago de Aristeguieta y Aguirre, né à Azcoitia marquis de la Paz et chevalier de l'Ordre de Charles III en 1785. |

Famille Arizabaleta (Guipuscoa):
| Blason | Blasonnement : Parti, au 1 d'or à la croix de Calatrava de gueules; au 2 d'argent au chêne de sinople fruité d'or, au sanglier de sable appuyé contre le tronc; coupé de sinople à la tour d'argent. Commentaires : Maison infançonne de Bergara. |

Famille Arizaleta (vallée du Baztan):
| Blason | Blasonnement : De sinople à deux fasces d'or, la première fasce chargée de deux demi-fleurs de lys de,.. et la seconde d'une demi fleur de lys. Commentaires : Famille originaire d'Estella, en Navarre, dont une branche s'établit à Arizcun, dans le Baztan. Différences entre dessin et blasonnement : Les demi-fleurs de lys sont-elles d'argent?. Ce sont des Armes à enquerre |

Famille Arizcun (vallée du Baztan):
| Blason | Blasonnement : Échiqueté d'argent et de sable (qui lont les armes de la vallée). La famille utilisait des armes personnelles: d'argent à la croix de Calatrava de gueules, cantonnée de quatre corbeaux de sable. Commentaires : Ancienne maison noble sise à Arizcun, en Baztan, dont le premier seigneur fut Fortun Ochoa de Arizcun. La famille essaima dans la vallée, à Elvetea et Elizondo et produisit plusieurs chevaliers de l'Ordre de Saint-Jacques au XVIIIe siècle. |

Famille Arizcuren (vallée du Baztan):
| Blason | Blasonnement : D'azur à une colombe d'argent. |

Famille Arizmendi (Irun):
| Blason | Blasonnement : Écartelé, aux 1 et 4 d'argent à trois pals de gueules; aux 2 et 3 de gueules au griflon d'or. Alias: les quartiers 1 et 4 d'argent à une croix fleurdelisée de gueules. |

Famille Arizmendi (Azpeitia):
| Blason | Blasonnement : D'or au lion rampant de gueules; à la bordure d'azur chargée de six flanchis d'or (voir Harismendy). |

Famille Arlegui (Navarre):
| Blason | Blasonnement : D'argent aux chaînes de Navarre cousues d'or. À la bordure de gueules chargée de quatre flanchis d'or. Commentaires : Lignage originaire du lieu d'Arlegui où se trouvait sa maison souche, appelée Jaimetena. D'elle sont issues plusieurs branches qui s'établirent à Cizurquil, près d'Estella, Gallipienzo, près d'Aoiz, Pueyo près de Tafalla, Eneriz près de Pampelune et à Santiago du Chili. |

Famille Armañanzas (Navarre):
| Blason | Blasonnement : De gueules à cinq besants d'or posés en sautoir, accompagnés en pointe d'un croissant renversé d'argent. Commentaires : Famille originaire de cette cité (Armañanzas). |

Famille Armendaritz (Basse-Navarre):
| Blason | Blasonnement : Coupé, au 1 échiqueté d'or et de sinople; au 2 d'argent à l'arbre de sinople accosté de deux loups affrontés de sable de chaque côté du tronc, et accompagné de six étoiles de gueules posées en flancs 3 et 3 en pal de chaque côté de l'arbre. Commentaires : Les seigneurs d'Armendaritz sont connus depuis Garcia, en 1170. Arnaud-Sanz est cité en 1228; Arnaud d'Armendaritz suivit saint Louis et Thibaut II, roi de Navarre, à la huitième croisade. Cette famille est aujourd'hui éteinte. |

Famille Arnaut de Ozta (Labourd - Navarre):
| Blason | Blasonnement : Écartelé, aux 1 et 4 de gueules à trois coquilles d'argent posées en pal; parti d'or à deux fasces de gueules; au 2 d'azur à six feuilles de peuplier posées 2, 2 et 2; parti d'or à trois fasces de gueules; au 3 d'or à trois fasces de vair, d'azur et d'argent. |

Famille Arnot (Labourd):
| Blason | Blasonnement : D'azur au brigantin (navire) d'or sur une onde d'argent et d'azur. Commentaires : Famille émigrée en Argentine. |

Famille Arocena (vallée du Baztan):
| Blason | Blasonnement : Échiqueté d'argent et de sable (armes de la vallée du Baztan). Commentaires : Maison d'Oronoz dont les descendants s'établirent dans plusieurs cités proches de Guipuzcoa: Saint-Sébastien, Oyarzun et Azcoitia où ils prouvèrent leur noblesse en 1669 (Azcoitia), 1737 et 1762 (Saint-Sébastien) et 1770 (Oiartzun). |

Famille Arosa (Basse-Navarre):
| Blason | Blasonnement : D'azur à une tour d'or adextrée d'une massue d'argent. Commentaires : Maison de la vallée d'Ossès. Le seigneur d'Arosa est cité en 1329. Famille émigrée en Argentine. |

Famille Arosemena (Cinco Villas):
| Blason | Blasonnement : Écartelé, au 1 d'argent au fer de flèche d'azur, contre-écartelé d'or au loup passant de sable; au 2 d'argent à la croix pattée d'azur issante d'une nuée du même ; au 3 de Navarre; au 4 d'argent au chêne arraché de sinople accosté de deux sandales (abarkak) d'or liées de gueules (armes générales des Cinco Villas). Commentaires : Famille de Bera (Vera de Bidassoa) dont une branche émigra à Panama et en Équateur. Pablo de Arosemena y Lombardo fut chevalier de l'Ordre de Charles III en 1806. |

Famille Arostegui (Biscaye - Guipuscoa - Alava):
| Blason | Blasonnement : D'argent a deux bûcherons d'azur, sur une terrasse de sinople, découpant un tronc au naturel posé en fasce sur celle-ci, avec chacun une hache d'or (armes primitives). Commentaires : Très ancienne maison infançonne de Bermeo où La maison d'armes se trouvait sur le port. Des chevaliers de ce lignage participèrent à la bataille de Las Navas de Tolosa en 1212. Des descendants de cette maison essaimèrent en Biscaye et dans les autres provinces basques. |

Famille Arostegui (vallée du Baztan):
| Blason | Blasonnement : D'argent à l'arbre de sinople accosté de deux corbeaux ou graves affrontés de sable. Commentaires : Maison d'armes à Lecaroz, près d'Elizondo. Des descendants de cette maison étaient établis dans les Cinco Villas, à Bera (Vera de Bidasoa) et Aranaz. |

Famille Aroue (Soule): 
| Blason | Blasonnement : D'argent, à une croix tréflée de gueules (de Casamajor original) Commentaires : Les seigneurs d'Aroue figurent comme nobles dans les actes notariés antérieurs à 1670 et participèrent en 1563 à la lutte contre Jeanne d'Albret et les troupes huguenotes. |

Famille Arozarena (vallée du Baztan):
| Blason | Blasonnement : Échiqueté d'argent et de sable (armes de la vallée). Commentaires : Maison d'Arizcun qui porte les armes générales de la vallée. |

Famille Arpide (Fontarrabie):
| Blason | Blasonnement : Parti, au 1 d'azur au sautoir d'or; au 2 d'or à six tourteaux de gueules posés en deux pals. Commentaires : Plusieurs maisons du nom d'Arpide existent au Guipuzcoa (Oiartzun, Lezo) et Biscaye (Zaràtamo, avec des armes différentes. |

Famille Arquier (Labourd):
| Blason | Blasonnement : Écartelé, aux 1 et 4 d'or à deux poissons d'azur rangés en fasce; aux 2 et 3 d'argent à deux croisettes pattées de gueules rangées en fasce. Commentaires : Famille d'Ustaritz. Dominique d'Arquié fit enregistrer en 1698, à l'Armorial des Généralités: parti, au 1 écartelé de gueules à deux poissons d'argent, et d'azur à deux croisettes pattées d'or; au 2, d'azur à trois fasces d'argent chargées chacune de trois loups passants de sable. |

Famille Arquier (Labourd):
| Blason | Blasonnement : D'or à trois genêts de sinople. |

Famille Arraga (Bayonne):
| Blason | Blasonnement : D'or à deux chaudrons de sable, posés l'un sur l'autre; à la bordure de gueules chargée de huit flanchis d'or. Commentaires : Famille de Guipuzcoa citée habitant Mondragon (Arrasate) en 1393, connue en Biscaye en 1445 et établie à Bayonne. Les membres de cette famille émigrèrent en Argentine. |

Famille Arraing (d') (Mauléon):
| Blason | Blasonnement : De gueules à une fasce d'argent accompagnée de trois croissants du même, un en chef, et deux en pointe,. Commentaires : Menaut d'Arraing clait chef du barreau de Bayonne en 1513 lors de l'assemblée convoquée pour la refonte des coutumes de Bayonne et du Labourd. |

Famille Arrangoitz (Labourd):
| Blason | Blasonnement : D'argent au chêne de sinople, fruité de gueules. Commentaires : Forme basque d'Arcangues. |

Famille Arrastoarena (vallée du Baztan):
| Blason | Blasonnement : Échiqueté d'argent et de sable (armes de la vallée). |

Famille Arrayoz (vallée du Baztan):
| Blason | Blasonnement : Êcartelé, aux I et 4 d'argent à une croix de gueules chargée d'un carré d'or; aux 2 et 3 d'or à trois bandes d'azur. Alias: écartelé, aux 1 et 4 d'argent à la croix d'or bordée d'azur; aux 2 et 3 d'or à trois bandes d'azur. Commentaires : Maison noble du lieu d'Arrayoz, dont elle prit le nom, sur la rivière Bidassoa, au sud de la vallée du Baztan. Une branche s’établit en Aragon, à Sigüés, près de Sos del Rey Católico. |

Famille Arraz (Irun):
| Blason | Blasonnement : D'or à trois passereaux de sable posés 2 et l. |

Famille Arrechea (Basse-Navarre):
| Blason | Blasonnement : Coupé, au 1 parti de gueules au château d'or et une bande brochante (du même ?); et d'azur à cinq étoiles d'or posées en sautoir; au 2 échiqueté d'argent et de sable. Commentaires : Maison à Saint-Étienne-de-Baïgorry. |

Famille Arregui (vallée du Roncal):
| Blason | Blasonnement : D'azur au pont à trois arches d'or accompagné en pointe d'un mont de trois coupeaux d'argent et surmonté d'une tête de roi maure au naturel couronnée d'or et ensanglantée de gueules (qui sont les armes de la vallée du Roncal). |

Famille Arregui (Navarre):
| Blason | Blasonnement : Parti, au 1 d'argent au chêne de sinople et un loup passant de sable au pied du tronc; au 2 d'or à quatre pals de gueules. À la bordure générale de gueules aux chaînes de Navarre d'or. Commentaires : Maison de Azpiroz, dans la vallée de Larraun (au nord-ouest de la Navarre, frontalière du Guipuzcoa et au sud de Tolosa). |

Famille Arregui (Labourd):
| Blason | Blasonnement : D'azur à une ruche d'or accompagnée de cinq abeilles du même, et un soleil rayonnant aussi d'or en chef. Commentaires : Famille de Mendionde (Lekorne). |

Famille Arretche (Bayonne):
| Blason | Blasonnement : D'azur à une tour couverte en dôme d'argent, girouétée du même, maçonnée de sable, accostée de deux couleuvres affrontées d'argent, languées de gueules, posées en pal, chacune faisant un nœud au milieu. Commentaires : Laurent d'Arretche, bourgeois du Bayonne, fit enregistrer a l'Armoriai des Généralités, ces armes en 1700. |

Famille Arriaga (Navarre):
| Blason | Blasonnement : D'or à une fasce cousue d'argent accompagnée en chef d'un chaudron de sable entre deux flanchis de gueules, et en pointe d'un autre chaudron de sable entre deux flanchis de gueules. Commentaires : Ancienne maison Connue depuis le temps de Garcia IV Sanche le Noble, roi de Navarre de 1035 à 1054. Ses membres fondèrent une maison à Tafalla et plusieurs devinrent barons (ricohombres) en Aragon, au temps du roi Jacques Ier le Conquérant (XIIIe siècle). Ce sont des Armes à enquerre |

Famille Arriaga (vallée du Roncal):
| Blason | Blasonnement : D'azur au pont à trois arches d'or accompagné en pointe d'un mont à trois coupeaux d'argent et surmonté d'une tête de roi maure au naturel couronnée d'or et ensanglantée de gueules (armes de la vallée du Roncal). Commentaires : Maison à Uztárroz. |

Famille Arribehaude (Hasparren):
| Blason | Blasonnement : D'argent à une rivière de sable ondée en bande. Commentaires : Ce nom apparaît pour la première fois dans le Cartulaire de Sorde en 1105. Cette famille a produit un notaire loyal en 1617, un maître des eaux et forêts, un avocat en parlement, et acquit la terre noble de Lasserre (en Ousse-Suzan, Landes) en 1771. Elle s'est fixée depuis à Hasparren (Labourd). |

Famille Arribillaga (Irun - Saint-Jean-de-Luz):
| Blason | Blasonnement : D'azur à la bande d'or engoulée de deux têtes de dragons du même, et accompagnée de deux fleurs de lys d'or, une en chef et une en pointe. Commentaires : Preuves de noblesse en 1646, 1669 et 1770. Cette famille s'est établie à Saint-Jean-de-Luz à l'issue des guerres carlistes. |

Famille Arrieta (Basse-Navarre):
| Blason | Blasonnement : D'or à une fasce de gueules et une bordure du même chargée de huit flanchis d'or. Commentaires : Famille de Saint-Étienne-de-Baïgorry et Saint-Jean-Pied-de-Port, que l'on trouve implantée à Irun et Oiartzun, au Guipuscoa, ainsi qu'à Saint-Jean-de-Luz où plusieurs de ses membres, venus d'Irun, se réfugièrent durant les guerres carlistes. |

Famille Arripe (Hasparren - Bayonne):
| Blason | Blasonnement : D'azur au chevron d'or accompagné en chef de deux tulipes d'argent et en pointe d'un rocher du même. Commentaires : Famille probablement originaire d'Hasparren, ayant produit des directeurs de la Monnaie de Pau et de la Monnaie de Bayonne. Armes parlantes. . Arri signifie Rocher et pe, dessous. |

Famille Arrius (La Bastide-Clairence):
| Blason | Blasonnement : Écartelé, aux 1 et 4 d'azur à une levrette d'or; aux 2 et 3 d'or au lion de (gueules ?). Commentaires : Fief donnant droit d'entrée aux États de Navarre. |

Famille Arriuz (Navarre):
| Blason | Blasonnement : D'argent au chevron de gueules accompagné de trois fleurs de lys d'azur, et une bordure d'or. Commentaires : Une famille de ce nom, en Navarre, portait les armes ci-dessus. |

Famille Arrobi (Fontarrabie):
| Blason | Blasonnement : D'azur au château d'argent sur un rocher du même émergeant d'une onde d'azur et d'argent, un corbeau de sable devant la porte du château. Commentaires : Famille originaire de Getxo, en Biscaye, établie à Fontarrabie. |

Famille Arrocain (Soule):
| Blason | Blasonnement : Écartelé, au 1 d'argent à la croix recroisettée tracée d'un seul filet de sable et cantonnée de quatre croissants d'azur; au 2, de gueules au lion d'argent couronné d'or rampant contre un rocher de six copeaux d'or mouvant du flanc senestre; au 3 d'or au dragon ailé de sinople couronné de sable; au 4 d'azur au sautoir alésé d'or cantonné de quatre coquilles d'argent. Commentaires : Maison noble de Garindein. Les seigneurs d'Arrocain sont cités en Soule depuis 1327. |

Famille Arrondo (Saint-Jean-de-Luz):
| Blason | Blasonnement : De sinople à deux arbres au naturel, bordés d'argent et unis par une chaîne du même. Commentaires : Famille guipuzcoanne dont la maison souche se trouvait en vallée d'Oiartzun, établie sur la Côte basque à la suite des guerres carlistes. |

Famille Arroniz (Navarre):
| Blason | Blasonnement : D'azur au portail formé de deux colonnes d'or, surmonté d'un olivier au naturel. Commentaires : Village de la vallée de la Solana, au sud d'Estella, qui appartenait à la famille de Medrano et fut vendue en 1342 au roi de Navarre. Charles le Noble donna Arroniz à Charles de Beaumont, alferez royal, en 1397. |

Famille Arroniz 2 (Navarre):
| Blason | Blasonnement : D'argent tranché de gueules. Puis d'or à une bande d'azur engoulée de têtes de dragons de sinople lampassées de gueules; à la bordure d'argent chargée de huit chaudrons de sable. Commentaires : Une famille du nom d'Arroniz avait sa maison souche dans ce village, dont elle prit le nom. |

Famille Arroquia (Basse-Navarre):
| Blason | Blasonnement : De sinople au château d'argent. Alias : d'or à six tourteaux de gueules posés en deux fasces, 3 et 2. Commentaires : Famille citée depuis 1340 dans la vallée d'Ossès et en 1698 à Pampelune. Des membres de cette famille s'établirent au Guipuscoa et émigrèrent en Colombie et Argentine. |

Famille Arroquy (Soule):
| Blason | Blasonnement : D'argent à l'aigle éployée de sable sur un rocher de sinople. Devise : Urguibus et Rostro. Commentaires : Famille originaire de Domezain, en Soule, établie en vallée d'Ossès et en Labourd. Confirmation de noblesse par la cour de Licharre en 1422. Les seigneurs d'Arroquy, de Domezain, étaient juges jugeant à la cour de Licharre. |

Famille Arros (Soule):
| Blason | Blasonnement : Parti, au 1 d'argent plain, au 2 fascé ondé d'argent et de gueules. |

Famille Arrospide (Basse-Navarre):
| Blason | Blasonnement : D'argent au chêne de sinople accompagné de deux loups passants de sable. À la bordure de gueules chargée de Huit flanchis d'or. |

Famille Arrossagaray (Ossès):
| Blason | Blasonnement : Commentaires : À la fin du XVIe siècle, Marie d'Arrossagaray, apparemment héritière de sa maison, épousa Sanche d'Ursuya, Seigneur de Zubiri. Leur fille, Gratianne d'Ursuya. épousa en 1610 Pierre de Sainte-Marie, d'Hélette. La famille Arrossagaray est également citée à Valcarlos, près d'Arneguy. |

Famille Arrosteguy (Anhaux):
| Blason | Blasonnement : Commentaires : Jean d'Arroste-guy, maître des maisons Apezteguia et Jaureguia, prétendait à l'entrée aux États de Navarre en 1683 Comme seigneur d'Anhaux. |

Famille Arruazu (Navarre):
| Blason | Blasonnement : D'or au chêne arraché au naturel. Commentaires : Arruazu appartenait à la fin du XIVe siècle à Rodrigue de Uriz, Chambellan de Charles II le Mauvais. |

Famille Arrue (Sare):
| Blason | Blasonnement : D'or au chêne de sinople, terrassé du même, au sanglier passant de sable brochant sur le fût, et deux lances du même appuyées contre le tronc, accompagné en chef de deux flanchis de gueules, un à chaque canton. Commentaires : Famille originaire de Segura et Zaldivia, au Guipuscoa, établie en Labourd. |

Famille Arrue (Segura):
| Blason | Blasonnement : D'or au chêne de sinople accosté de deux fleurs de lys d'azur, et accompagné de deux loups passants de sable un pied du tronc. Commentaires : La maison de Segura. |

Famille Arrumiaga (Labourd):
| Blason | Blasonnement : Parti, au 1 d'or à deux chevrons de sable; au 2 d'argent à trois fasces d'azur. A la bordure générale de gueules chargée de huit têtes de léopards d'or. Commentaires : Famille de Villefranque, près de Bayonne. |

Famille Arrupe (Irun):
| Blason | Blasonnement : De gueules à la croix fleudelisée d'argent, chargée de cinq loups passants de sable, et cantonnée de deux crémaillères. À la bordure d'or chargée de huit flanchis de gueules. Commentaires : Famille originaire de Mungia, en Biscaye, établie à Irun. |

Famille Arsu (Fontarrabie):
| Blason | Blasonnement : De gueules au château d'or, au pied d'une rivière d'azur et d'argent, sur laquelle flottent cinq têtes d'hommes décapitées, et accompagné en chef de trois fleurs de lys d'or posées en fasce; à la bordure d'or à huit feuilles de peuplier de sinople (qui sont les armes primitives des Arsu). Commentaires : Maison noble très ancienne de la ville de Fontarrabie qui portait primitivement d'or à huit feuilles de peuplier de sinople. Le roi de Castille, Sanche IV le Brave concéda à Machin de Arsu, en remerciements de ses services les armes ci-dessus. Les cinq têtes décapitées évoquent le fait d'armes de Machin de Arsu qui vainquit et décapita cinq chevaliers français. Ces armes sont visibles, sculptées sur la façade de la maison Arsu. |

Famille Artajo (vallée d'Urrobi):
| Blason | Blasonnement : De gueules au loup passant d'or. À la bordure d'or plain. Commentaires : Maison du lieu d'Artajo, à Longida, au sud d'Aoiz. |

Famille Artajona (Navarre):
| Blason | Blasonnement : Coupé, au 1 d'or à trois fasces de gueules; au 2 d'argent au lion rampant de pourpre; parti d'azur à trois coquilles d'argent. À la bordure générale de gueules chargée de huit flanchis d'argent. Commentaires : Une maison noble existait dans la ville d'Artajona et en prit le nom. |

Famille Artaleku (Irun):
| Blason | Blasonnement : D'azur au losange d'or chargé d'un autre d'azur au château d'or, le premier losange cantonné de quatre étoiles d'or. A la bordure d'or plain. |

Famille Arteaga (Biscaye):
| Blason | Blasonnement : Parti, au 1 de gueules à la bande d'or engoulée de têtes de dragons du même; au 2 d'argent au chêne de sinople sur une onde d'azur et d'argent, accosté de deux chaudrons de sable. Commentaires : Très ancienne maison noble sise à Gautéguiz de Arteaga, près de Markina, en Biscaye. La maison forte d'Arteaga appartenait aux Avendaño qui sont à l'origine du lignage d'Arteaga. |

Famille Artola (Saint-Jean-de-Luz):
| Blason | Blasonnement : D'argent un chêne de sinople, terrassé du même, accompagné de deux sangliers passants de sable et affrontés de chaque côté du tronc. Commentaires : Famille originaire d'Astigarraga, près de Saint-Sébastien (Donostia), établie en diverses cités de Guipuzcoa: Alegia, Amezketa, Azpeitia, et à Saint-Jean-de-Luz, en Labourd durant les guerres carlistes. |

Famille Artolaguirre (Donostia):
| Blason | Blasonnement : D'argent au chêne arraché de sinople, fruité d'or, accompagné d'une louve passante au naturel, lampassée de gueules, la tête contournée, brochant sur le tronc; à la bordure de gueules plain. Commentaires : Ancienne famille noble de Saint-Sébastien dont le patronyme primitif était Aguirre qui se transforma en Artolaguirre à la suite du mariage de Martie de Artola, d'Astigarraga, avec l'héritière de la maison Aguirre. |

Famille Artoleta (vallée de Salazar):
| Blason | Blasonnement : D'or à deux loups passants de sable posés l'un sur l'autre; à la bordure de gueules chargée de huit flanchis d'or; coupé d'azur à l'oie d'argent. Commentaires : Famille d'Ochagavia, au nord de la vallée de Salazar, sur la route qui remonte vers la Soule. |

Famille Artxaga (Biscaye) :
| Blason | Blasonnement : D'or à la tour d'argent maçonnée de sable posée sur un tertre de sinople, accostée de deux pins du même, et deux loups passants affrontés de sable brochants au pied de chaque arbre. A la bordure cousue d'argent à la chaîne de sable à huit maillons. Commentaires : Maison noble à Arechaga, près de Durango, qui aurait été fondée en 1038. Preuves de noblesse en 1664, 1751, 1752 et 1817. |

### As
Famille Ascarat (Baïgorry) :
| Blason | Blasonnement : Écartelé : aux 1er et 4è d'argent, à l'aigle essorante de sable sur un mont de sinople; aux 2d et 3è d'azur à trois fasces d'argent chargées chacune de trois loups de sable rangés en fasce . |

Famille Aspremont-d’Orthe (Bayonne) :
| Blason | Blasonnement : De gueules au lion d'or. Commentaires : Cette famille qui est célèbre par Adrien d'Aspremont, vicomte d'Orthe, gouverneur de Bayonne lors de la Saint-Barthélémy (1572), établissait sa filiation depuis Loup-Garcia, vicomte d'Orthe, vivant en 1034, second fils de Garcia-Loup, seigneur de Tena, issu en ligne masculine de la première maison vicomtale de Soule. |

Famille Assian (Basse-Navarre):
| Blason | Blasonnement : D'or à deux loups passants de sable posés l'un sur l'autre; à la bordure de gueules chargée de neuf flanchis d'or, 3, 2, 2 et 2. Commentaires : Armes de la salle d'Assian. |

Famille Assian (Saint-Jean-Pied-de-Port):
| Blason | Blasonnement : Coupé, au 1 de gueules au croissant d'argent; au 2 d'or à deux loups passants de sable posés l'un sur l'autre. Commentaires : Famille de Saint-Jean-Pied-de-Port. |

Famille Assoritz (Saint-Jean-le-Vieux):
| Blason | Blasonnement : D'or à une fasce de sinople entre deux coquilles d'azur, l'une en chef, l'autre en pointe. Commentaires : Commanderie et hôpital au quartier Zabatlza de Saint-Jean-le-Vieux. |

Famille Asteazu (Guipuscoa):
| Blason | Blasonnement : D'argent à trois pieux de gueules posés en pal, celui du milieu plus haut, autour desquels s'enroule un serpent senestré de sinople, lampassé de gueules, accompagnés en chef de quatre clefs de sable passées en sautoir 2 et 2. Commentaires : La maison de Umbaraba dont est issu une famille qui prit le nom d'Asteasu se trouve à Asteasu, reconnue noble à Pampelune en 1531. Ces armes furent sculptées sur la mairie en 1865. |

Famille Astiazaran (Guipuscoa - Labourd):
| Blason | Blasonnement : De sinople à une tour d'argent, surmontée d'un homme armé du même, tenant épée et bouclier, et accompagnée au pied d'une tête humaine ensanglantée. Commentaires : Maison à Gaviria, près d'Azpeitia. Preuves de noblesse en 1713, 1724 et 1725. Famille établie en Labourd durant les guerres carlistes. |

Famille Astigar (Irun):
| Blason | Blasonnement : Parti, au 1 d'or à deux loups passants de sable, lampassés de gueules, posés l'un sur l'autre; au 2 d'azur à une bande d'or engoulée de deux têtes de dragons du même. |

Famille Astrearena (vallée du Baztan):
| Blason | Blasonnement : D'or à l'arbre de sinople accompagné de deux loups passants de sable au pied du tronc, À la bordure de gueules chargée de onze maillons de chaîne d'argent. Commentaires : Maison d'Arizcun. |

Famille Astros (d') (Bayonne):
| Blason | Blasonnement : D'azur à trois étoiles d'or, 2 et I. Commentaires : Mgr Paul-Thérèse-David d'Astros, cardinal, évêque de Bayonne de 1820 à 1830. Né à Tourves (Var) le 15 octobre 1772, il lut préconisé évêque d'Orange le 8 août 1817, puis de Saint-Flour le 1er novembre 1819, enfin de Bayonne le 29 mai 1820. il devient ensuite archevêque de Toulouse de 1830 à 1851. |

Famille Astua (Soule):
| Blason | Blasonnement : D'or à trois bandes de gueules; écartelé d'argent à une bande d'azur accostée de deux glands de sinople, tigés et feuillés du même. |

### At
Famille Athaguy (Soule):
| Blason | Blasonnement : D'azur au loup d'argent sortant d'une ruche d'or, accompagnée d'abeilles d'or sans nombre. Alias: d'azur au rocher d'or de sept copeaux, accompagné d'un chat sauvage d'argent armé de gueules et de sept abeilles d'or (selon la reconnaissance de noblesse de 1563),. Commentaires : Maison d'Alçay. Jeannot d'Athaguy assista à la promulgation de la coutume du Pays de Soule en 1520. Mentionnés en Navarre depuis 1563 avec Martin de Falces Ategi, originaire d'Alçay et habitant le lieu de Falces, près de Tafalla, reconnu noble par le Tribunal royal de Pampelune à cette date. |

Famille Atxa (Alava):
| Blason | Blasonnement : De gueules au chêne au naturel fruité d'or, sur un tertre de roches (au naturel) et un loup de sable appuyé centre le fût, le tout accompagné en chef et à senestre de trois haches d'argent, emmanchées de sable 2 et 1, celle de dextre soutenue par la patte droite du loup. Commentaires : Maison infançonne à Atxa, en vallée de Llodio, au nord de l'Alava, d'où ses descendants créèrent une autre maison en vallée de Okendo où existe toujours l'ancienne tour "Larrca". |

Famille Atxabal (Biscaye):
| Blason | Blasonnement : Parti, au 1 d'argent a l'arbre de sinople terrassé du même, au loup passant de sable brochant sur le fût; au 2 d'or à l'aigle de sable armée et lampassée de gueules. A la bordure générale de gueules chargée de huit flanchis d'or. Commentaires : Marquis de Peña Florida. Maison noble de Ispaster, près de Markina. Filiation établie depuis Pierre de Achàbal, à la fin du XVIe siècle Une branche s'est établie en Argentine au XVIIIe siècle. |

Famille Atxaburu (Biscaye):
| Blason | Blasonnement : De gueules au château d'argent posé sur un mont (au naturel) chargé d'une grotte d'où sort un sanglier de sable. Commentaires : Maison forte à Izurza (XVe siècle). |

Famille Atxaga (Guipuscoa):
| Blason | Blasonnement : D'argent au rocher au naturel sur une onde d'azur et d'argent, surmonté d'un tais (ou croix de saint Antoine) d'azur. A la bordure de gueules chargée de huit flanchis d'or. Commentaires : Maison noble à Zumarraga. Famille citée dans cette ville en 1478. |

Famille Atxarain (Guipuscoa):
| Blason | Blasonnement : Coupé, au 1 de gueules à trois coquilles d'argent 2 et 1; au 2 d'argent au chêne de sinople fruité d'or, et deux sangliers de sable affrontés appuyés contre le tronc. Commentaires : Maison noble d'Azpeitia qui est à l'origine d'autres maisons à Azkoitia, Cestona (Zestoa) et Urrestilla, qui portent des armes différentes. Preuves de noblesse en 1647. |

Famille Atxega (Guipuscoa):
| Blason | Blasonnement : D'argent à l'arbre de sinople, au sanglier passant de sable brochant sur le fût; alias: accompagné à senestre de trois feuilles de peuplier d'azur, 2 et 1. Commentaires : Maison noble chef d'armes à Elizalde (Usurbil, près de Saint-Sébastien) où existe toujours le palacio d'Atxega, édifié en 1625. |

Famille Atxegua (Fontarrabie):
| Blason | Blasonnement : D'argent à l'arbre de sinople sur une onde d'azur et d'argent, surmonté d'une comète de gueules. À la bordure de gueules chargée de huit flanchis d'or. |

Famille Atxekolanda (Alava):
| Blason | Blasonnement : Écartelé, aux 1 et 4 d'argent au loup passant de sable, armé de gueules; aux 2 et 3 d'azur à la montagne d'or, surmontée d'une étoile d'argent. Commentaires : Maison à Amurrio (au nord-ouest de l'Alava). Lignage issu probablement de celui d'Ayala et répandu en Amérique latine, et dont était le général Ambroise de Achecolanda, célèbre guerrillero de l'Uruguay (XIXe siècle). |

Famille Atxezar (Alava):
| Blason | Blasonnement : De gueules à la montagne au naturel surmontée d'un chêne de sinople, senestrée de trois haches d'armes d'argent, emmanchées d'or, 2 et 1. Commentaires : Maison noble de Llodio, considérée comme la maison primitive (Atxe zaharra signifiant ancienne maison Atxe) des Atxa. |

Famille Atxiaga (Biscaye):
| Blason | Blasonnement : Écartelé, aux 1 et 4 d'azur au rocher d'argent surmonté d'une fleur de lys d'or; aux 2 et 3 de sinople à cinq tours d'argent maçonnées de sable, ouvertes de gueules, I, 3 et 1. Commentaires : Famille de Portugalete dont était le philosophe contemporain Alphonse de Achiaga, de la Compagnie de Jésus. |

Famille Atxibite (Navarre - Guipuscoa):
| Blason | Blasonnement : D'or au chêne de sinople accosté de deux chèvres de sable, les pattes d'argent, appuyées contre le tronc. À la bordure échiquetée d'argent et de gueules de deux tires. Commentaires : Famille qui semble originaire de Txibite, en Navarre, établie à Zumarraga, au Guipuscoa, où elle est citée habitant de cette ville en 1678. |

Famille Atxistegi (Navarre - Biscaye):
| Blason | Blasonnement : D'or à l'arbre de sinople sommé d'une croix de gueules, et deux loups de sable, un agneau d'argent dans la gueule, brochants sur le fût. Commentaires : Maison noble à Bolivar, près de Markina, établie à Tudela, et en Navarre. Preuves de noblesse en Navarre en 1775. |

Famille Atxondo (Biscaye):
| Blason | Blasonnement : Parti, au 1 échiqueté d'argent et d'azur de quinze pièces; au 2 d'or à cinq feuilles de peuplier de gueules 2, 1 et 2. À la bordure générale de gueules chargée de treize étoiles d'or. Commentaires : Maison noble à Gordexola (Gordejuela, dans les Encartationes, à l'ouest de la Biscaye), issue du lignage de Salazar. |

### Au
Famille Aurela (Fontarrabie):
| Blason | Blasonnement : Échiqueté d'argent et de sable. Alias: d'or a une cloche d'azur accompagnée en chef d'une étoile du même. Alias: d'or au poirier de sinople fruité d'or, sommé d'un bras armé d'azur, une épée à la main; à la bordure de gueules chargée de huit flanchis d'or. Alias: de gueules à deux mains d'homme (de carnation) tenant un anneau entre les doigts. Commentaires : Preuves de noblesse en 1657, 1710 et 1715. |

### Ax
Famille Axa (Donostia):
| Blason | Blasonnement : Ecartelé aux 1 et 4 d'azur à une fleur de lys d'or; aux 2 et 3 d'azur au croissant d'argent. À la bordure générale cousue d'azur à huit fleurs de lys d'or. Commentaires : Maison noble issue d'une ancienne maison d'Espinosa de los Monteros (en Castille, près de Burgos). |

Famille Axular (Labourd):
| Blason | Blasonnement : Armes des d'Aguerre, d'Azpilcuela (cf. AGUERREA). Commentaires : Pierre d'Axular, né à Urdax près de Dancharia en 1556, prêtre gradué en théologie, fut curé de Sare où il décéda en 1644. Il était le fils de Pierre d'Aguerre, dit Axular, de la maison de ce nom à Urdax (où elle est toujours visible). |

### Ay
Famille Aya (Guipuscoa):
| Blason | Blasonnement : De sinople à l'arbre au naturel accosté d'un taureau de sable et d'un lion de gueules. Commentaires : Village au sud de Zarautz, connu depuis le XIe siècle, membre de l'Alcaldia Mayor de Sayaz, et ville par concession du roi Philippe II en 1563. Ce sont des Armes à enquerre |

Famille Ayala (Alava):
| Blason | Blasonnement : D'argent à deux loups de sable posés l'un sur l'autre, et une bordure de gueules chargée de huit flanchis d'or. Commentaires : Très ancienne famille seigneuriale de la vallée d'Ayala, dont elle porte le nom. Elle est issue de l'infant don Vêla, fils de Sancho Ramirez, roi d'Aragon et de Navarre de 1076 à 1094. |

Famille Ayalde (Guipuscoa):
| Blason | Blasonnement : Écartelé, aux 1 et 4 d'azur à une bande d'or engoulée de têtes de dragons du même, lampassées de gueules; aux 2 et 3 d'argent au loup passant de sable et lampassé de gueules. Commentaires : Famille originaire d'Aya. |

Famille Ayaldeburu (Guipuscoa):
| Blason | Blasonnement : D'argent à l'arbre de sinople, au sanglier passant de sable brochant au pied du tronc. Commentaires : Famille également originaire du village de Aya en Guipuscoa. |

Famille Ayarroa (Labourd):
| Blason | Blasonnement : Écartelé, aux 1 et 4 d'argent à l'aigle bicéphale de sable, armée et becquée de gueules; aux 2 et 3 de sinople à deux étoiles d'argent posées en fasce. Commentaires : Famille de Biarritz. |

Famille Ayegui (Navarre):
| Blason | Blasonnement : Écartelé, aux 1 et 4 d'argent au chevron de gueules chargé de trois feuilles de peuplier d'argent; aux 2 et 3 d'azur à deux croissants renversés d'argent posés en pal. Commentaires : Une ancienne famille navarraise, répertoriée dans le Libro de Armeria del Reino de Navarra portait ce nom. |

Famille Ayesa (Navarre):
| Blason | Blasonnement : De gueules au croissant renversé d'argent posé en abîme. Alias: accompagné de trois étoiles d'or, une en chef, deux en pointe. Alias: d'or au château au naturel, crénelé de gueules. |

Famille Ayete (Donostia):
| Blason | Blasonnement : De sinople au loup de sable fuyant des chiens du même. Alias: de gueules au griffon d'or; à la bordure dentelée d'or. |

Famille Aynar (Roncevaux):
| Blason | Blasonnement : Sous un dais gothique, la Vierge assise tenant sur le genou droit l'Enfant Jésus et dans la main gauche la croix de Roncevaux. Au-dessous, sous une triple arcature ogivale, un pèlerin priant à genoux, accompagné d'un chien à dextre et d'un autre à senestre. Commentaires : Ximeno de Aynar, prieur de Roncevaux, portait sur son sceau, daté de 1396. |

Famille Ayseburu (Pays de Mixe):
| Blason | Blasonnement : D'argent au chaudron de gueules chargé de deux triangles d'or: à la bordure dentelée de gueules. |

### Az
Famille Azagra (Navarre):
| Blason | Blasonnement : D'argent à la croix de gueules chargée d'un château du champ, cantonnée d'un lion rampant de gueules aux cantons 1 et 4, et d'une fleur de lys d'azur aux cantons 2 et 3. Commentaires : Une ancienne maison noble existait dans cette cité, dont elle prit le nom, et dont les membres participèrent dès le XIe siècle aux campagnes militaires de la Reconquête. Seigneurs de Albarracin dès le début du XIIe siècle. |

Famille Azconbeguy (Basse-Navarre):
| Blason | Blasonnement : D'or à une bande de gueules; à la bordure (du même ?) chargée de douze flanchis d'or. Commentaires : Maison noble à Lantabat. |

Famille Azcue (Fontarrabie):
| Blason | Blasonnement : D'azur à une bande d'or engoulée de têtes de dragons du même. A la bordure échiquetée d'argent et de gueules de deux tires. Alias: échiquetée d'argent et d'azur. Commentaires : Maison de Fontarrabie qui essaima à Ibarra, Tolosa, Beràstegui, Aya. Juan Pérez de Azcue fut l'un des héros de la bataille de San Marcial en 1522 où il trouva la mort. Preuves de noblesse à Zumaia en 1592 par Pedro Garcia de Azcue, en 1707 à Getaria par Lorenzo de Azcue, en 1731, 1733 et 1767. |

Famille Azedo (Navarre):
| Blason | Blasonnement : D'or à cinq oiseaux de sable 2, 1 et 2, becqués et membres de gueules. Commentaires : Comtes de La Canada en 1789. Grands d'Espagne. La tour et le palacio de Azedo sont situés en cette localité. Des branches de cette famille s'établirent dans toute la Navarre, en Alava et Castille. |

Famille Azeilla (Navarre):
| Blason | Blasonnement : De gueules au griffon rampant d'or, le bec, les Oreilles et la queue d'azur; à la bordure d'or plain. Commentaires : Maison infançonne navarraise. Cette famille passa en Aragon. |

Famille Azenar (Navarre):
| Blason | Blasonnement : D'or à une bande de gueules engoulée de deux têtes de dragons de sinople, accompagnée en chef d'une croisette pommetée de gueules, et en pointe d'une marmite de sable; à la bordure de sinople plain. Commentaires : Famille citée depuis le XIe siècle. |

Famille Azerain (Soule):
| Blason | Blasonnement : Parti, au 1 d'argent à trois têtes tranchées de loup de sable ensanglantées de gueules, 2 et 1; au 2 de gueules au chevron d'argent accompagné de trois étoiles du même. A la bordure générale d'or chargée de huit fleurs de lys d'azur. Commentaires : Famille d'Osserain, à la limite de la Soule et du Béarn, face à Sauveterre de Béam. Ces armes ont été adoptées par la commune d'Osserain en 1993. |

Famille Azielz (Navarre):
| Blason | Blasonnement : D'argent à l'aigle de gueules; à la bordure componée d'or et de gueules. |

Famille Azillona (Biscaye):
| Blason | Blasonnement : D'argent à l'arbre arraché de sinople, au sanglier passant de sable brochant sur le fût. A la bordure de gueules chargée de huit étoiles à six rais d'or. Commentaires : Maison à Fika, près de Bilbao. Cette famille s'établit à Libano de Arrieta et à Bilbao. Titre de marquis romain concédé en 1902 par le pape Pie X en faveur de José de Acillona y Garay. |

Famille Azme (la salle d') (Basse-Navarre):
| Blason | Blasonnement : D'or à deux (alias: trois) bandes de gueules. Alias: d'or à trois pals de sable,. Commentaires : Maison noble de l'Ostabaret. |

Famille Aznariz (Navarre):
| Blason | Blasonnement : D'or à trois chaudrons de sable, cerclés d'argent. Commentaires : Le palacio de Aznariz. |

Famille Azorero (Basse-Navarre):
| Blason | Blasonnement : Parti, au 1 d'argent à l'aigle de sable; au 2 échiqueté d'or et de gueules. A la bordure d'azur chargée de huit étoiles d'or. Commentaires : Famille de Saint-Jean-Pied-de-Port, qui passa en Aragon où elle était appelée Azoris. |

Famille Azoz (Navarre):
| Blason | Blasonnement : D'argent à trois fasces de gueules. Commentaires : Palacio d'armes à Azoz, dont il prit le nom, à quelques kilomètres au nord de Pampelune, dans la vallée d'Ezcabarte. |

Famille Azparren (Labourd):
| Blason | Blasonnement : D'azur à la croix ancrée d'or, chargée en abîme d'une feuille de peuplier de gueules,. Commentaires : Palacio de Azparren, à Hasparren (Labourd). Une maison de ce nom, au lieu dénommé du même, bourg surplombant la vallée d'Irati, au nord d'Aoiz. La commune d'Hasparren a adopté ces armes en substituant un cœur de gueules à la feuille de peuplier de gueules. |

Famille Azpeleta (vallée du Baztan):
| Blason | Blasonnement : D'argent à la baleine d'azur sur une onde d'azur et d'argent. |

Famille Azpilcueta (vallée du Baztan):
| Blason | Blasonnement : Écartelé, aux 1 et 4 d'azur au griffon d'or; aux 2 et 3 d'argent à l'arbre de sinople. Commentaires : Famille originaire d'Azpilcueta, village du Baztan. |

Famille Azque (Fontarrabie):
| Blason | Blasonnement : Ecartelé, aux 1 et 4 d'argent à deux loups passants de sable; aux 2 et 3, de gueules à l'arbre au naturel. |

Famille Azteriain (Navarre - Guipuscoa):
| Blason | Blasonnement : D'argent à l'arbre de sinople, au loup passant de sable brochant sur le tronc; à la bordure de gueules. Commentaires : Maison noble à Azteriain ou Astrain, à Cizur (Zizur), à quelques kilomètres au sud de Pampelune. |

Famille Azuelo (Navarre):
| Blason | Blasonnement : Tranché par une bande échiquetée d'or et de sable, le 1 d'azur à trois croissants renversés d'argent posés 1 et 2, la partition 2 d'argent à deux chaudrons de sable posés l'un sur l'autre. Commentaires : Une maison noble existait dans ce village dont elle prit le nom. |

Famille Azurmendi (Guipuscoa):
| Blason | Blasonnement : D'argent à trois lances de sinople. Commentaires : Maison noble de Mondragon (Arrasate). Filiation établie depuis Martin de Azurmendi, allié à Magdalena de Lezarralde. Preuves de noblesse en 1789. |